# Henri Meunier (illustrateur belge)
Pour les articles homonymes, voir Meunier et Henri Meunier.
Henri Meunier, également connu sous le nom de Marc-Henry Meunier (Ixelles, 25 juillet 1873 - Etterbeek, 8 septembre 1922), est un peintre, graveur, illustrateur et affichiste belge, proche du courant art nouveau.

## Biographie

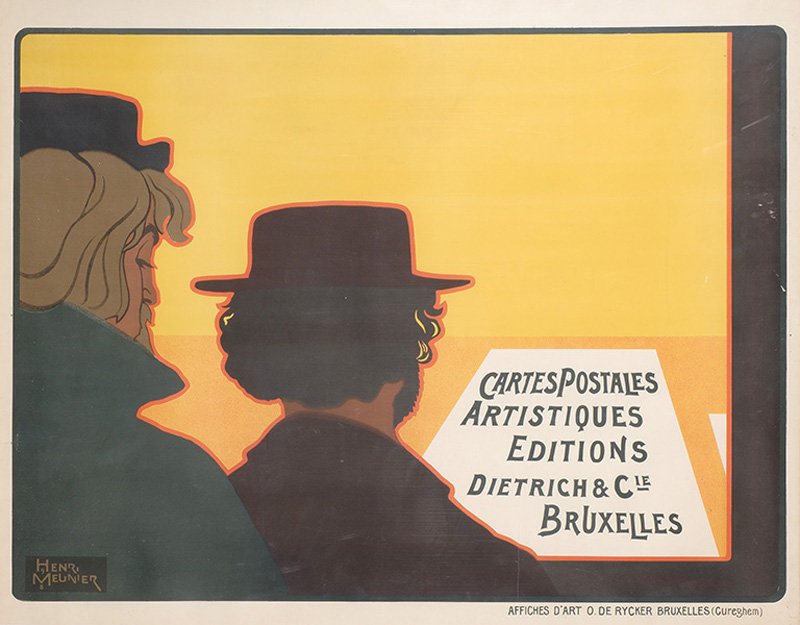

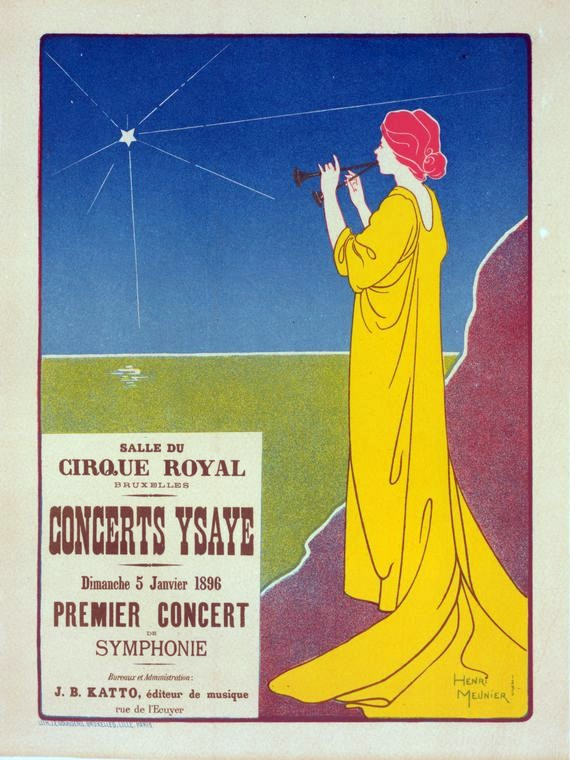

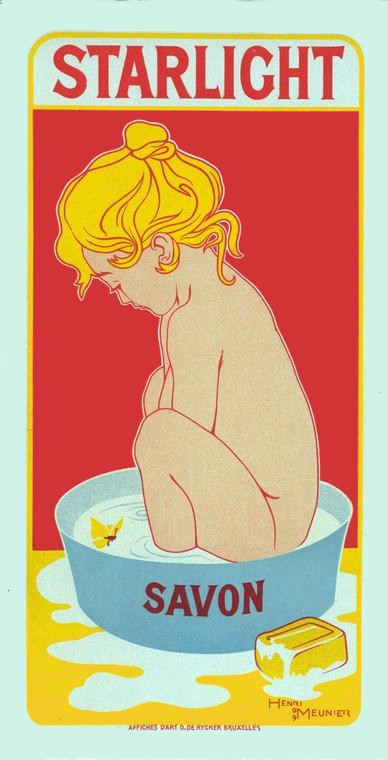

Henri Georges Jean Isidore Meunier, né à Ixelles le 25 juillet 1873, est le fils du graveur Jean-Baptiste Meunier (1821-1900) et le neveu du peintre Constantin Meunier. C'est son père qui le forme à la gravure dans son propre atelier.
Henri Meunier entre ensuite à l’École des arts industriels et décoratifs d'Ixelles où son père est chargé du cours de dessin d'après nature.
Lithographe, Meunier est aussi un graveur sur cuivre et un relieur remarquable. Il reçoit la médaille d'or en 1893 lors d'une exposition à Limoges. Il réalise entre autres des cartes postales, des cartes à jouer (Jeu de cartes esthétiques, Jeu de whist), des timbres (série Léopold II de Belgique, 1905).
Il commence à produire des affiches vers 1895, à la même époque que ses confrères Henri Privat-Livemont et Gisbert Combaz, utilisant des aplats de couleurs et des contours épais, marqué par le japonisme alors en vogue : par ce traitement, ses images possèdent un fort impact visuel. Son style tranche avec l'explosion florale de la plupart des artistes art nouveau et s’apparente plutôt à celui de graphistes anglosaxons comme James Pryde ou Albert Morrow. « Il est, écrit Alain Weill, d'une pureté exceptionnelle ».
Meunier collabore à la revue L'Estampe moderne éditée par Charles Masson et Henri Piazza et où il publie L'heure du silence (1897). Jules Chéret choisit de reproduire pas moins de trois œuvres de Meunier dans sa revue Les Maîtres de l'affiche (1895-1900), à savoir : Salle du Cirque royal Concert Ysaye, Café Rajah et Starlight Savon. En 1897, Jean Louis Sponsel (1858-1930) reproduit également quelques gravures de Meunier dans son essai, Das moderne Plakat (Dresde, Gerhard Kühtmann), l'un des premiers livres en couleurs sur l'affiche artistique. En 1906, il est membre fondateur du cercle artistique L'Estampe.
Il peint également les paysages de l'Ardenne dont il saisit la rudesse et la mélancolie.
La Gazette des beaux-arts propose quelques-unes de ses gravures en 1909. De même, il a illustré le journal Le Peuple pendant plusieurs années. 
Lors de la Première Guerre mondiale, il est brancardier ce qui ne l'empêche pas d'exercer ses talents d'artiste. En 1916, il expose une série d'eaux fortes mettant en scène les combats qui s'étaient déroulés lors de la bataille des Ardennes en août 1914.
En 1920, il est nommé inspecteur de l'enseignement du dessin.
Le 8 septembre 1922, il décède dans sa maison du 49 de l'avenue Nouvelle à Etterbeek.

## Affiches répertoriées
- 1896 : Salle du Cirque royal Concert Ysaye (Bruxelles, Lithographie J.-E. Goossens)
- 1896 : Aujourd'hui collecte en faveur de l’œuvre du grand air
- 1896 : Casino de Blankenberghe
- 1897 : Café Rajah [plusieurs séries]
- 1898 : Cartes Postales Artistiques Dietrich & Cie
- 1898 : Le testament du baron Jean
- 1899 : Starlight Savon (Bruxelles, Lithographie O. de Rycker)
- 1900 : Mode d'été
- 1900 : Le Cyclodrome
- 1901 : Le Carnet mondain (Bruxelles, imprimerie Meert)
- 1902 : Phares électriques

Non datées :
- Pollet et Vittet, Chocolaterie de Pepinster
- Gonthier-Meymans

## Conservation
- Musée communal des beaux-arts d'Ixelles